# Jawornik Polski
Jawornik Polski è un comune rurale polacco del distretto di Przeworsk, nel voivodato della Precarpazia.
Ricopre una superficie di 62,92 km² e nel 2004 contava 4 862 abitanti.